# Marko Ljubinković
Marko Ljubinković (ur. 7 grudnia 1981 w Belgradzie) – serbski piłkarz grający na pozycji ofensywnego pomocnika.

## Kariera
Zaczynał swoją karierę w Crvenej zvezdzie Belgrad, ale nie rozegrał żadnego meczu w tej drużynie. W 2001 roku Radnicki Kragujevac kupił go i Ljubinković grał w nim przez rok. W latach 2002–2005 był zawodnikiem FK Rad.
W 2006 r. został wykupiony do FC Vaslui, za 50.000 dolarów. Następnie występował w takich klubach jak: FK Sloboda Užice, Anorthosis Famagusta, FK Vojvodina, Changchun Yatai, FK Rad i Radnički Nisz.

## Kariera w FC Vaslui
| FC Vaslui                | 08-09 | 5  | 2  | 0 | 0 | 4 | 0 | 9  | 2  |
| FC Vaslui                | 07-08 | 30 | 16 | 0 | 0 | 0 | 0 | 30 | 16 |
| FC Vaslui                | 06-07 | 28 | 2  | 0 | 0 | 0 | 0 | 28 | 2  |
| FC Vaslui                | Razem | 63 | 20 | 0 | 0 | 4 | 0 | 67 | 20 |
| Stan na 28 sierpnia 2008 |       |    |    |   |   |   |   |    |    |

### FC Vaslui
- Puchar Intertoto
  - 1. miejsce: 2008

### Osobiste triumfy
- Strzelił setnego gola dla FC Vaslui w Liga I, 20 marca 2008 przeciwko FCU Politehnica Știința Timișoara